# Gloster Gauntlet
Il Gloster Gauntlet era un biplano da caccia sviluppato a partire dalla fine degli anni venti da parte della Gloster Aircraft Company.
Fu l'ultimo biplano ad abitacolo aperto ad entrare in servizio presso la Royal Air Force  ed il primo aereo al mondo a compiere l'intercettazione di un altro velivolo esclusivamente mediante le informazioni fornite da una base radar a terra. Venne esportato in Danimarca e Finlandia mentre alcuni esemplari dismessi dalla RAF passarono nei reparti di aeronautiche militari di alcuni paesi appartenenti al Commonwealth.
Alcuni esemplari rimasero in servizio anche nel corso della seconda guerra mondiale; gli ultimi Gauntlet a venire dismessi (nel 1944) operavano nei reparti della Southern Rhodesian Air Force.

## Storia del progetto

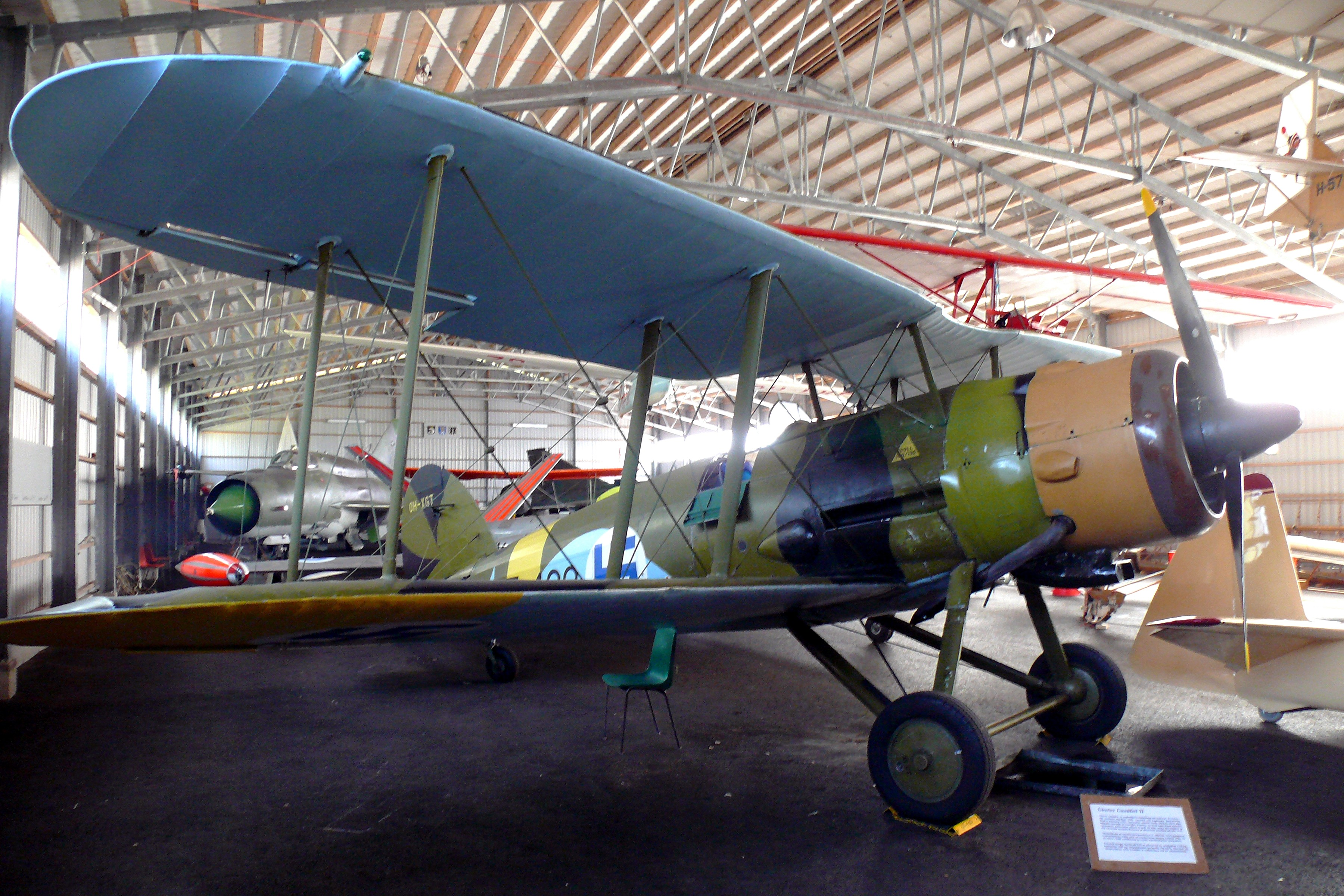
Esemplare di Gloster Gauntlet appartenente al Karhulan ilmailukerho Aviation Museum di Kotka (Finlandia). Si tratta di un velivolo ristrutturato (il motore non è più del tipo originale) che porta le insegne Suomen ilmavoimat.

Il progetto del Gauntlet nacque in risposta alla specifica F.20/27 con la quale l'Air Ministry avanzò la richiesta per un velivolo da caccia monoposto da alte quote. Dalla competizione emersero vincitori il Bristol Bulldog e l'Hawker Fury, ma il prototipo presentato dalla Gloster (sigla di progetto SS.18, matricola J-9125) evidenziò prestazioni di tutto rispetto, soprattutto in considerazione dell'unità motrice impiegata (il motore radiale Bristol Mercury IIA da 450 hp) considerata poco affidabile.
Si decise quindi di procedere con l'evoluzione del progetto e lo stesso prototipo subì in due occasioni, in rapida successione, la sostituzione del motore: in un primo momento (con la designazione di SS.18A) venne installato un Bristol Jupiter VIIF (da 480 hp) e, successivamente (con designazione SS.18B), un Armstrong Siddeley Panther III (in questo caso la potenza saliva fino a 560 hp). Questo grosso 14 cilindri condizionò negativamente la maneggevolezza del velivolo, tanto da determinare il ritorno allo Jupiter per la prosecuzione del processo di sviluppo.
Il J-9125 acquisì quindi la designazione SS.19 e, a parte il motore, venne dotato di un anello Townend a circondare le teste dei cilindri ed armato con un totale di sei mitragliatrici (alle due Vickers già in dotazione, sistemate ai lati della fusoliera e sparanti sincronizzate attraverso il disco dell'elica, vennero aggiunte quattro Lewis disposte nella faccia inferiore dell'ala superiore).
Il costante affinamento del progetto portò alla modifica del carrello d'atterraggio che venne dapprima carenato nell'elemento anteriore e successivamente modificato anche nell'elemento posteriore con la sostituzione del pattino di coda con un ruotino; in questo caso la denominazione mutò in SS.19A.
Nel mese di ottobre del 1932 il J-9125 conobbe l'ultima, e definitiva, sostituzione del motore (in questo caso venne installato il Bristol Mercury nella versione VIS dotata di compressore centrifugo azionato meccanicamente dall'albero motore). In questa configurazione il velivolo della Gloster venne ordinato dalla RAF: nel 1934 venne realizzato il primo lotto produttivo di 24 esemplari, con la denominazione ufficiale di Gauntlet Mk. I.
L'acquisizione della Gloster da parte della Hawker Siddeley (avvenuta nello stesso 1934) determinò una ridefinizione complessiva dei sistemi costruttivi che, nel caso del Gauntlet, portarono alla revisione della fusoliera e delle ali (elementi rimasti comunque invariati in termini di misure); i 204 Gauntlet prodotti in data successiva a quest'opera di revisione furono identificati con la sigla Mk. II.

## Tecnica

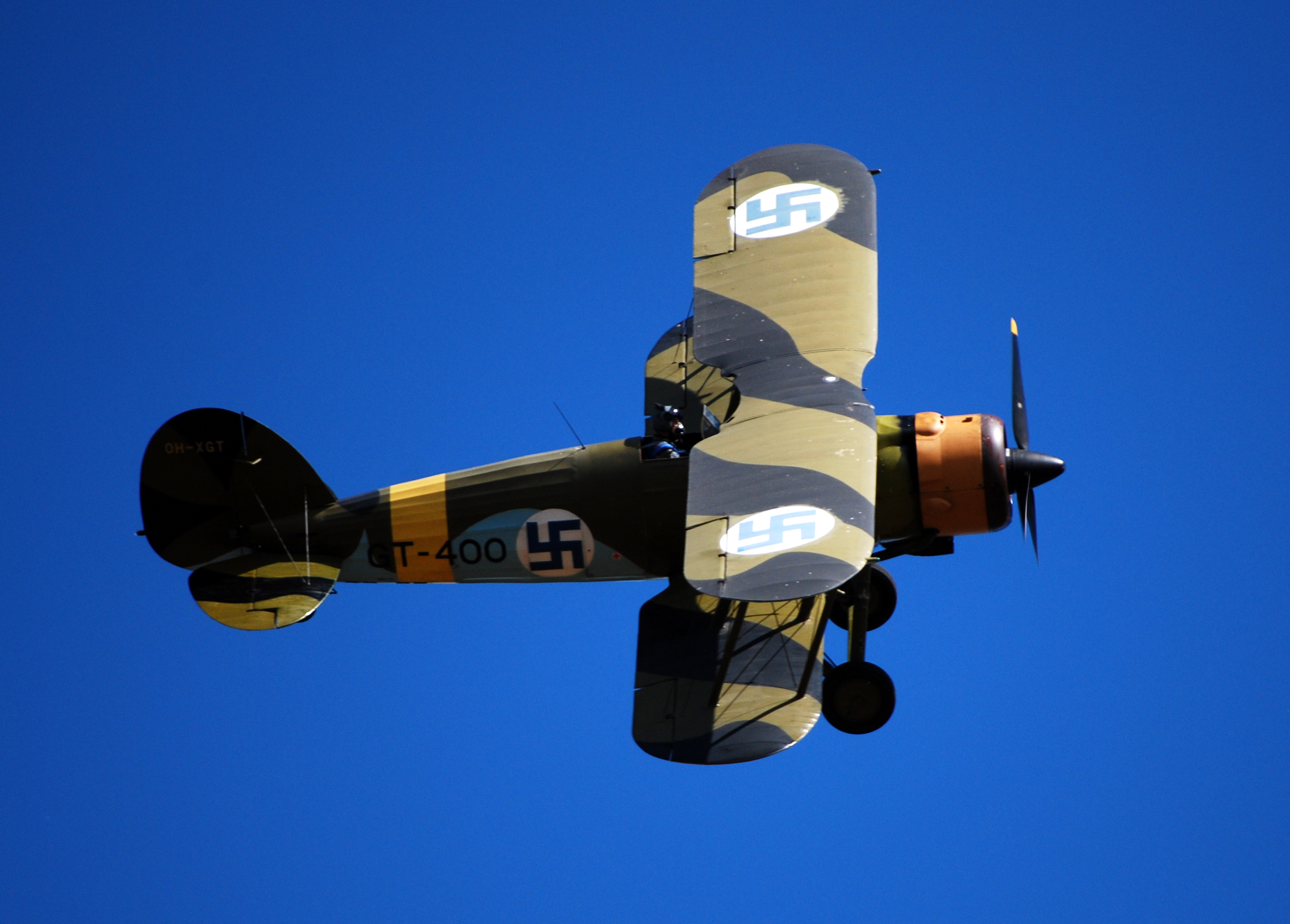
Ancora il Gauntlet finlandese, in una ripresa in volo risalente al 2008.

La struttura del Gauntlet era in lega leggera con un rivestimento in tela verniciata che solo nella parte anteriore della fusoliera era sostituita da pannelli in duralluminio asportabili. L'elica era bipala, in legno, ed il motore era carenato con l'impiego di un anello Townend. Le ali, entrambe delle stesse dimensioni, erano controventate e munite di una doppia campata. Gli impennaggi erano di tipo tradizionale, con lo stabilizzatore orizzontale collocato alla base della deriva.
Come detto, l'unità motrice rappresentò l'elemento di maggior incertezza nello sviluppo del Gauntlet; alla fine gli esemplari di serie montarono il Bristol Mercury nella versione VIS2: si trattava di un motore a 9 cilindri, raffreddato ad aria, capace di sviluppare la potenza di 640 hp.
L'armamento, malgrado le diverse sperimentazioni effettuate allo stadio di prototipo, prevedeva esclusivamente due mitragliatrici Vickers da 0.303 in disposte ai lati della fusoliera.

## Impiego operativo

### Regno Unito
Il principale utilizzatore del Gauntlet fu la britannica RAF che lo impiegò a partire dal 1935 e per la quale arrivò ad equipaggiare fino ad un massimo di 14 Squadrons; al momento dell'entrata in servizio, e fino al 1937, il biplano della Gloster era il caccia più veloce in servizio con la RAF.
A partire dall'estate del 1939 il Gauntlet venne gradatamente rimpiazzato dai più moderni Gladiator, Hurricane e Spitfire e relegato a compiti di seconda linea (in particolare l'addestramento dei nuovi piloti). Rimase tuttavia in prima linea nei reparti basati nelle colonie, in particolare in Palestina ed in Africa orientale, dove venne impiegato in combattimento contro le truppe italiane.

### Finlandia
La Finlandia ricevette complessivamente diversi esemplari del biplano britannico: secondo le fonti reperite il numero varia da 25 a 29; in questo secondo caso risulterebbe che la fornitura dei velivoli provenisse dal Sudafrica.
Indipendentemente dalla loro provenienza, i Gauntlet furono impiegati dalla Suomen ilmavoimat durante la guerra d'inverno contro le truppe Sovietiche e ritirati dal servizio nel corso del 1943.
Diverse foto d'epoca di velivoli finlandesi testimoniano l'installazione di sci in sostituzione delle ruote del carrello (soluzione comune a diversi velivoli impiegati nelle regioni nordiche) e l'impiego di eliche tripala, in sostituzione delle originali bipala.

### Altri paesi
La Danimarca acquistò la licenza per la produzione del Gauntlet e 17 velivoli vennero realizzati in loco. Alcuni paesi del Commonwealth ricevettero piccoli quantitativi di Gauntlet radiati dalla RAF: a parte il già citato Sudafrica, si trattò della Rhodesia Meridionale e dell'Australia.

## Versioni
I dati sulle versioni sono tratti da "Enciclopedia l'Aviazione" .
- SS.18: prototipo (matricola J9125). Motorizzato con il radiale Bristol Mercury IIA da 450 hp;
- SS.18A: il medesimo esemplare venne riequipaggiato con un motore Bristol Jupiter da 480 hp;
- SS.18B: nuova rimotorizzazione del prototipo; questa volta venne installato un Armstrong Siddeley Panther III da 560 hp;
- SS.19: modifiche di dettaglio alla struttura e ritorno al motore Bristol Jupiter; il velivolo è comunque sempre quello con la matricola J9125;
- SS.19A: nuova designazione, assegnata in seguito a modifiche alla struttura del carrello d'atterraggio;
- SS.19B: ulteriore sostituzione dell'unità motrice; in questo caso si tratta del passaggio definitivo al Bristol Mercury: viene installata la versione VIS da 536 hp;
- Gauntlet Mk. I: primo lotto costituito da 24 velivoli di serie. Dotati di motore Bristol Mercury VIS2 da 640 hp;
- Gauntlet Mk. II: seconda versione (modificata nella struttura della fusoliera e delle ali), costruita in 204 esemplari.

## Sviluppi correlati
Dalla prosecuzione del processo di affinamento del progetto del Gauntlet, il progettista Henry Folland, realizzò il modello SS.37 che venne portato in volo per la prima volta il 12 settembre del 1934: il velivolo venne presentato in risposta alla specifica F.14/35 e battezzato ufficialmente Gladiator.

## Utilizzatori
Australia
- Royal Australian Air Force

 Danimarca
- Hærens Flyvertropper

 Finlandia
- Suomen ilmavoimat

 Regno Unito
- Royal Air Force

 Rhodesia Meridionale
- Southern Rhodesian Air Force

 Sudafrica
- South African Air Force